# سرتكوي
سرتكوي (بالكردية: Deştadarê أو Tilêla؛ بالتركية: Sırtköy) هي بلدة كردية تتبع إداريّاً لقضاء إيدل التابعة لولاية شرناق في جنوب شرق تركيا بمنطقة كردستان تركيا. تنقسم البلدة إلى حيين، وبلغ عدد سكانها 2,305 نسمة في عام 2021.